# 真實發展指標

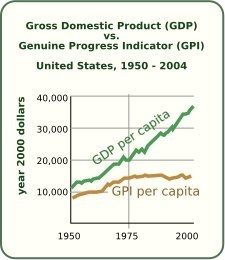

真實發展指標( Genuine progress indicator，GPI ) 是一个旨在彌補国内生产总值 (GDP)的缺陷而提出的指标。  GPI中納入了更多的环境和社会因素，這樣的話可以更充分地體現出一个国家的幸福水平，而且其中只有一部分与国家的经济水平有关。例如当貧窮率增加时，GPI中的一些指數会下降。